# 楊澤
楊憲卿（1954年12月12日—），筆名楊澤，台灣嘉義縣人。臺灣著名詩人，文學刊物的編輯，任教於美國布朗大學比較文學系、國立東華大學中國語文學系。國立臺灣大學外文系學士、國立臺灣大學外文研究所碩士、美國普林斯頓大學東亞研究博士。成長於嘉南平原，七三年北上唸書，其後留美十載，直到九〇年返國，定居台北。已從長年文學編輯工作退役，平生愛在筆記本上塗抹，以市井訪友泡茶，擁書成眠為樂事。2017年，返回國立東華大學擔任駐校作家。
在編輯生涯中，除了曾擔任《中外文學》執行編輯、《中國時報》副總編輯、《中國時報》副刊組主任兼人間副刊主編，還主編了《魯迅小說集》、《從四〇年代到九〇年：兩岸小說集》、《七〇年代懺情錄》、《七〇年代理想繼續燃燒》、《閱讀張愛玲：張愛玲國際研討會論文集》、《狂飆八〇：記錄一個集體發聲的年代》、《又見觀音：台北山水詩選》等書。

## 著作

### 詩集
- 《薔薇學派的誕生》（印刻，2017再版）
- 《彷彿在君父的城邦》（印刻，2017年再版）
- 《新詩十九首：時間筆記本》（印刻，2016年）
- 《人生不值得活的》（元尊，1997）

### 翻譯
- 《窄門》（桂冠，1994）[5]

### 其他
- 《魯迅小說集》（洪範出版社，1994）
- 《魯迅散文集》（洪範出版社，1996）

## 外部連結
- 台灣作家作品目錄資料庫——楊澤 （页面存档备份，存于）

1. ↑  http://demo.kidtech.com.tw/tpocl/content/writerView.aspx?n=G0149%5B%5D
2. ↑  http://demo.kidtech.com.tw/tpocl/content/writerTimeline.aspx?n=G0149%5B%5D
3. ↑  http://demo.kidtech.com.tw/tpocl/content/writerReward.aspx?n=G0149%5B%5D
4. ↑  .   [2024-05-30]. （原始内容存档于2024-05-30）.
5. ↑  .   [2021-07-10]. （原始内容存档于2021-07-11）.